# 664년

## 연호
- 당(唐) 인덕(麟德) 원년

## 기년
- 당(唐) 고종(高宗) 15년
- 신라(新羅) 문무왕(文武王) 4년
- 고구려(高句麗) 보장왕(寶臧王) 23년

## 사건
- 백제 임존성 함락
- 4월 - 사비성에서 일어난 백제 부흥운동 진압

## 사망
- 서유기의 삼장 법사 현장